# 태풍

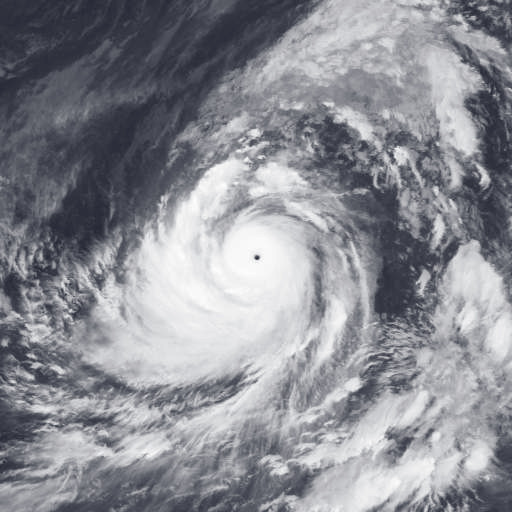
태풍 팁 (1979년)

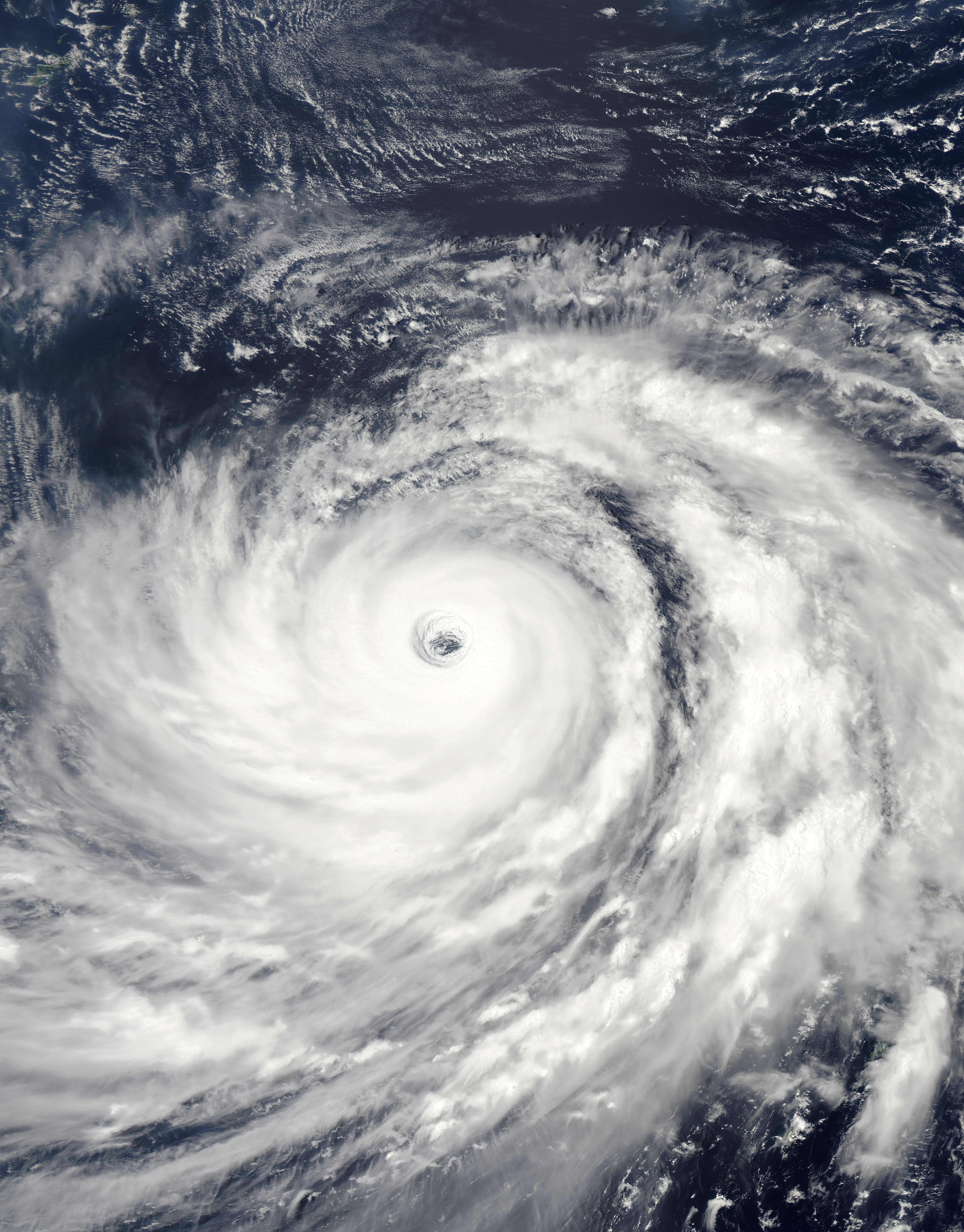
태풍 나비 (2005년)

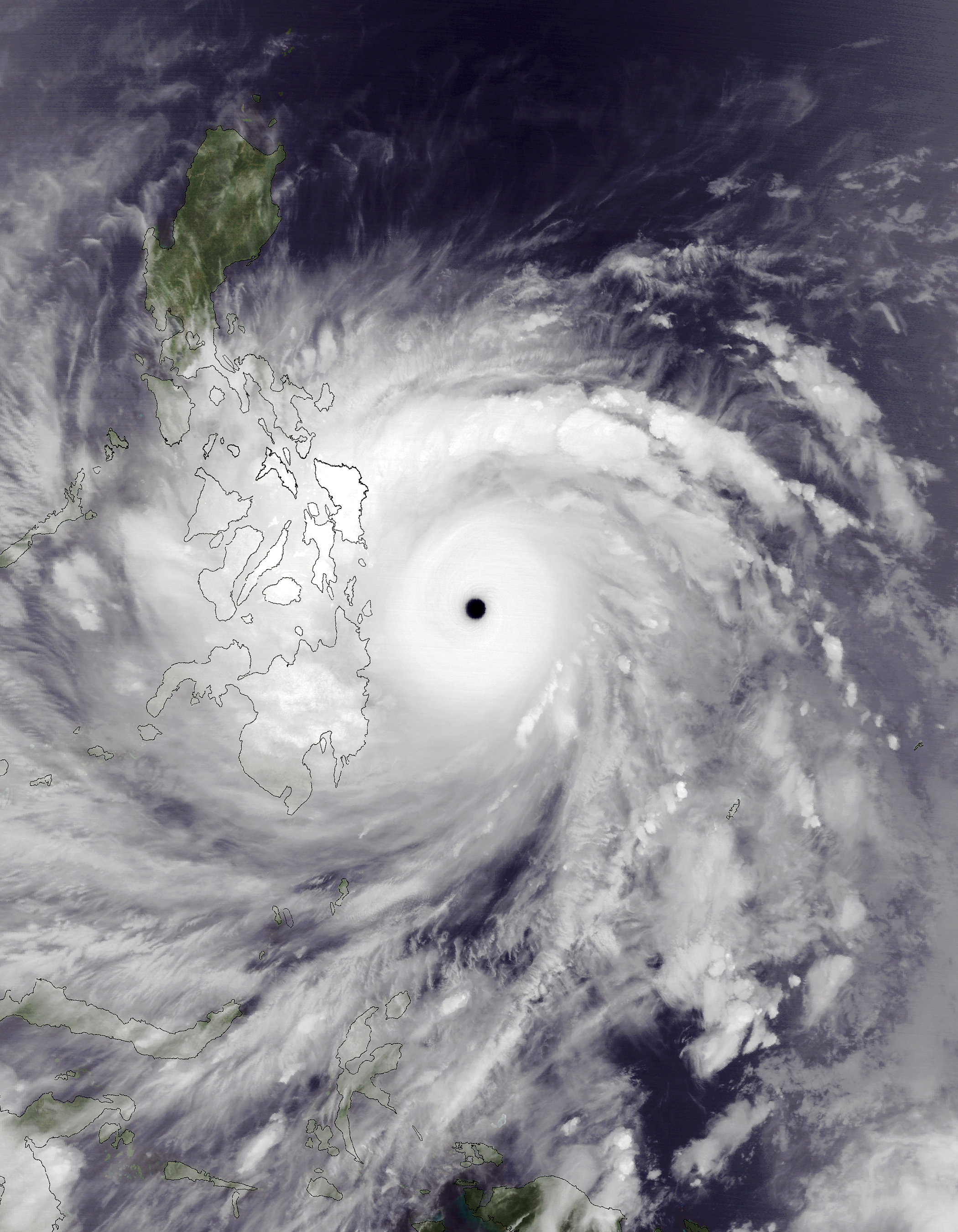
태풍 하이옌 (2013년)

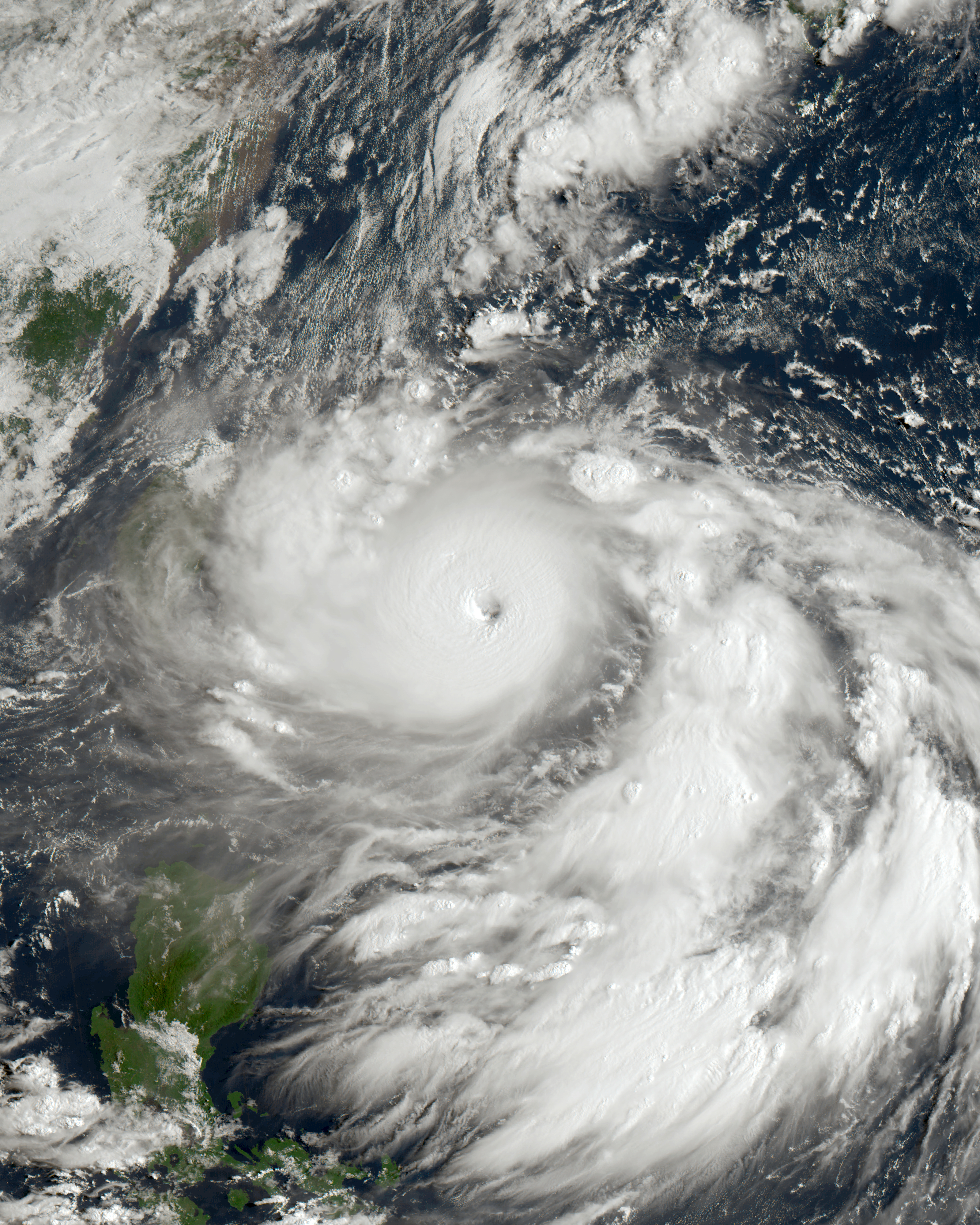
태풍 힌남노

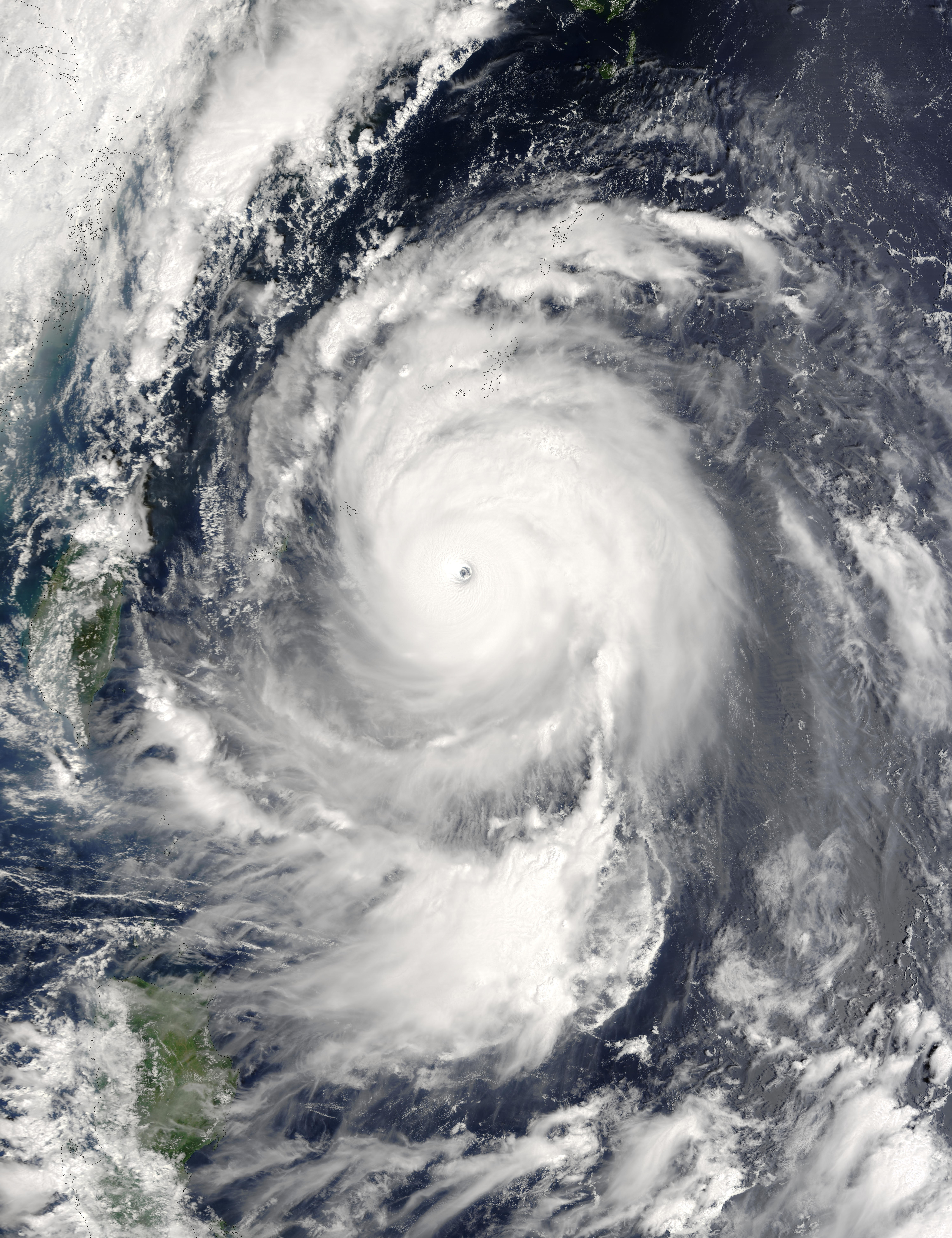
태풍 매미

태풍 (한국 한자: 颱風, 영어: typhoon, 중국어 간체자: 台风, 정체자: 颱風) 또는 열대폭풍 (熱帶暴風, TS: tropical storm) 은 열대 해상에서 발생한 열대저기압이 발달하여, 중심 부근의 최대 풍속이 17.2m/s 이상의 강한 폭풍우를 동반한 국지적 기상 현상을 말한다.
태풍과 같은 열대폭풍은 발생 지역에 따라 명칭이 다르다. 인도양과 남태평양에서 발생하면 사이클론(cyclone)이라고 하며, 북태평양 중부와 동부, 북대서양 서부에서는 최대 풍속 32.7 m/s 이상의 열대저기압 폭풍을 허리케인(Hurricane)이라고 한다. 브라질 동쪽 남대서양에서는 거의 발생하지 않아 명칭이 정의되어 있지 않지만, 브라질에서는 사이클론, 미국에서는 허리케인으로 부른다. 과거 호주에서는 원주민의 언어로 공포, 우울을 뜻하는 윌리윌리(willy-willy)로 불렸지만 현재는 사이클론으로 불린다. 각 지역마다 발생 기준에 차이가 있으며, 코리올리 힘의 영향으로 북반구에서는 반시계 방향으로 남반구에서는 시계 방향으로 회전한다.
태풍은 북태평양 서쪽에서 7월 ~ 10월에 가장 많이 발생하며, 고위도로 북상하면서 동아시아와 동남아시아, 미크로네시아에 영향을 준다. 최대 풍속이 17.2m/s 미만이면 열대저압부(TD: Tropical Depression)로 구분하며, 중심부의 난기핵(暖氣核)이 소멸되면 온대저기압(Extratropical Cyclone) 등으로 변질되기도 한다.
태풍은 폭우, 해일, 강풍에 의한 피해를 주기도 하지만, 가뭄 해결 등의 수자원 공급과 대기질 개선, 냉해와 폭염완화, 바다의 적조현상과 강의 녹조현상 억제, 지구의 열 순환 등 여러 긍정적인 역할도 있다.

## 특징
태풍은 열대저기압으로서 다음과 같은 특징을 갖는다.
1. 해수면 온도(SST) 26.5°C 이상의 열대 해상에서 발생하는 경우가 대부분이다.
2. 많은 수증기와 바람을 동반하고, 해수면 온도가 25°C에서도 생성이 원활하게 이루어진다.
3. 보통은 중심 부근에 강한 비바람을 동반한다. (최소 17.2m/s 이상)
4. 전선은 동반하지 않는다.
5. 중심에는 하강 기류(氣流, air current)가 발생하여 반경이 수km ~ 수십km 정도의 바람이 약하고 날씨가 대체로 맑은 구역이 있는데, 이 부분을 태풍의 눈이라고 한다. 대개 태풍의 눈 바깥 주변에서 바람이 가장 강하다.
6. 일반적으로 발생 초기에는 무역풍을 타고 서북서진 하다가 점차 북상하여 편서풍을 타고 북동진 한다.
7. 수증기의 잠열을 주 에너지원으로 하기 때문에 육지에 오르면 그 세력이 약화되는 것이 일반적이다.

## 명칭의 유래
어원에 대해서는 여러가지 설이 있지만 분명하지는 않다. 프랑스에서는 1504년 "typhon"이라고 하였으며, 영어 "typhoon"은 1588년 영국에서 사용된 예가 있다.
옥스포드 영어사전에는 이와 관련하여 몇 가지 어원이 소개되어 있는데 초기에는 'toffon' 1588년 문헌에는 'tufan', 'tuffon', 1699년 이후에는 'tuffoon', 'tiffoon'으로 표기되어 있다고 설명하고 있다.
1. 대항해시대가 시작된 15세기 무렵, 중국에서 격렬한 바람을 뜻하는 대풍(大風, 병음: dàfēng 광둥어: daaih-fùng)이 아랍에 전해져 '폭풍우' 또는 '빙글빙글 돈다'는 의미의 'tufan'(ṭūfān 페르시아어: توفان/طوفان 힌디어:  तूफ़ान)이 되었고, 이것이 1560년 경 포르투칼에 'tufão'으로 전해진 후 영어 'typhoon'이 되었다. 당시 아라비아의 항해자들은 태풍에 대한 정보와 지식을 중국에서 배웠다고 전해진다.
2. 유럽에서 중국 남부로 전해진 ‘tiffoon'을 비슷한 발음으로 음차(音借)하여 대풍(臺風, 민난어: tai-fung)이 변경되었고, 훗날 대(臺) 자가 약자인 태(台)로 바뀌어 태풍이 탄생한다. 여기서 대풍은 '대만(臺灣)에 부는 바람'이라는 뜻으로 해석된다. 오늘날 대한민국은 태풍의 한자어를 중국과 같은 '颱風'으로 표기하지만,  일본에서는 '台風'으로 표기한다.
3. 영어 ‘typhoon'의 어원은 그리스 신화의 크고 강력한 괴물 티폰(Typhon, 그리스어: Τυφών)에서 유래하였다.
4. 중국 푸젠성과 대만에서 '대만 쪽에서 부는 거센 바람'을 풍사(風篩, 백화자: Hong-thai)라고 부른 것이 다른 나라로 전해졌다.
5. 류큐국(현재 일본 오키나와)에서 만들어진 말이라는 설 : 류큐국의 정치가 사이 온(蔡温)이 만든 신조어였다고 한다.

대한민국 역사에서 옛 문헌에 나타난 바람에 관한 최초의 기록은 삼국시대로 거슬러 올라간다. 고구려 모본왕(摹本王) 2년 3월(서기 49년 음력 3월)에 폭풍으로 인해 나무가 뽑혔다는 기록이 전해온다. 그 당시 바람의 세기를 현재 기준에 따라 짐작해 보면, 평균 풍속 30m/s (= 110km/h) 이상으로 중형급 태풍으로 볼 수 있다. 신라에서는 기원전 37년 음력 4월에 세차고 큰 바람이 불고 금성(현재 경북 경주시)의 동문이 저절로 무너졌다고 전해지며, 고려시대에는 정종 6년(서기 1040년) 음력 7월 24일 폭우가 내리고 세찬 바람이 불어 사람이 죽고 광화문(廣化門)이 무너졌다는 기록이 있다. 옛날 중국에서는 태풍과 같이 바람이 강하고 회전하는 풍계(風系)를 ‘구풍(具風)'이라고 했으며, ‘구(具)'는 ‘사방의 바람을 빙빙 돌리면서 불어온다'는 의미로 해석한다. 조선시대의 여러 문헌에도 주로 구풍(颶風)이라고 기록되어 있다.
'태풍(颱風)'이라는 단어는 1904년부터 1954년까지 기상관측 자료가 정리된 《기상연보(氣像年報) 50년》에 처음 등장한다. 문헌상 '태(颱)'라는 글자는 1634년 중국 명나라 때 간행된《복건통지(福建通志)》 56권〈토풍지(土風志)〉에 기록되어 있지만, 단어 자체는 일제강점기부터 쓰기 시작한 것으로 보인다. 그 이전까지는 확실한 기준 없이 '맹렬한 폭풍우'라고만 정의했다. 일본에서는 '台風'으로 표기가 제정된 1956년 이전까지 '颱'와 '台'를 혼용하였으며, 기상학자 오카다 타케마츠(岡田武松)가 1907년 논문에 '태풍(颱風)'을 처음 사용했다고 알려져 있다.
- 한국어: 태풍(颱風) tae fong
- 중국어 간체자: 台风, táifēng 타이펑
- 중국어 번체자: 颱風, táifēng 타이펑
- 광둥어: 颱風, de1fon 더폰
- 일본어: 台風, taifeng 타이펑[*]
- 영어: typhoon 타이푼[*]

## 태풍의 구분

### 태풍과 열대저압부
중심 부근의 최대 풍속이 17.2m/s 이상의 열대저기압을 대한민국 기상청(KMA)과 일본 기상청(JMA)에서는 태풍으로, 세계기상기구(WMO)에서는 열대폭풍으로 분류한다. 17.2m/s 미만의 열대저기압은 열대저압부로 구분한다.

### 태풍의 판단
북서태평양에서 발생하는 열대저압부가 태풍으로 발달하였다는 선언은 일본 도쿄에 위치한 지역특별기상센터(RSMC Tokyo)에서 공식적으로 발표한다. 중심 부근의 10분간 평균 최대 풍속이 해상 1m 높이에서 17.2m/s 이상 되었을 때, 열대저압부에서 태풍으로 발달되었다고 판정하는 기준이 된다. 기상 위성 사진으로 분석한 열대저기압 강도지수가 일정값 이상(2.5)이며 계통적인 강풍 반경의 존재 여부, 열대저압부의 상하층 조직화 정도, 상층의 발산, 하층의 수렴 등이 종합적으로 검토된 후 기준 이상이라고 판단될 때 태풍으로 선언한다. 발생한 태풍에 이름을 부여하는 권한도 지역특별기상센터에 있다.

### 태풍의 관측
현재는 기상 위성의 관측이 가장 중요한 역할을 한다. 인공 위성이 등장하기 이전에는 항공기가 위험을 감수하고 폭풍의 중심에 접근하여 직접 관측해야만 했다. 기상 위성에는 가시광선을 관측하는 광학카메라, 야간 관측용 적외선 카메라, 적외선을 흡수하여 수증기를 관찰하는 카메라, 바람과 강우량을 측정하기 위한 마이크로파 산란 측정기 등을 갖추고 있다. 관측 범위는 동경 100~180°, 북위 0~60°이며 대한민국과 일본, 미국, 중국이 기상 위성을 운용하고 있다. 
중심기압과 위치, 강도, 크기 등의 분석에는 과거 축적된 기상 위성 사진들을 비교 자료로 활용하는 드보르작 기법(Dvorak technique)으로 추정한다. 그리고 관측 장비를 기구 방식으로 띄워 수집한 기상 데이터를 지상에 송신하는 라디오존데(radiosonde), 항공기를 이용해 상공에서 관측 장비를 투하하는 낙하존데(dropsonde), 지상의 기상 레이다망을 이용한 관측, 해상의 기상 관측선을 이용한 관측 등을 병행하여 정확도를 높인다. 미국 연방해양대기청(NOAA)은 허리케인의 중심부에 직접 들어가 기상위성으로는 관측하기 어려운 자료를 수집하는 기상관측 항공기 허리케인 헌터스를 운용하고 있다. 
태풍의 경로를 추적하는 동아시아 지역의 기상기관은 대한민국 기상청을 비롯해 일본 기상청, 미국 합동태풍경보센터(JTWC), 중국 기상국(CMA), 홍콩 천문대(HKO), 타이완 중앙기상국(CWB), 필리핀 기상청(PAGASA)이다. 단기예보만 하는 필리핀 기상청을 제외하고 각국의 기상기관들은 중기예보를 하고 있으며, 관측 자료를 자체적인 예보 기준에 따라 다르게 분석하기 때문에 풍속, 강우량, 진로 예측 등에서 기관마다 다소 차이가 있다.

### 태풍의 강도 분류
| 최대 풍속   | 최대 풍속 | 최대 풍속 | 세계기상기구                              | 한국 기상청 | 한국 기상청 | 일본 기상청 | 일본 기상청 | NHC        |
| m/s         | Knots     | km/h      | 세계기상기구                              | 한국 기상청 | 한국 기상청 | 일본 기상청 | 일본 기상청 | NHC        |
| ----------- | --------- | --------- | ----------------------------------------- | ----------- | ----------- | ----------- | ----------- | ---------- |
| 17.2 미만   | 33 이하   | 61 이하   | 열대저압부 Tropical Depression (TD)       | 열대저압부  | 열대저압부  | 열대저압부  | 열대저압부  | 열대저기압 |
| 17.2 - 24.5 | 34 - 47   | 62 - 88   | 열대폭풍 Tropical Storm (TS)              | 태풍        | -           | 태풍        | -           | 열대폭풍   |
| 24.6 - 32.6 | 48 - 63   | 89 - 117  | 강한 열대폭풍 Severe Tropical Storm (STS) | 태풍        | 중          | 태풍        | -           | 열대폭풍   |
| 32.7 - 43.7 | 64 - 84   | 118 - 156 | 태풍 Typhoon (T 또는 TY)                  | 태풍        | 강          | 태풍        | 강          | 허리케인   |
| 43.7 - 54.0 | 85 - 104  | 157 - 193 | 태풍 Typhoon (T 또는 TY)                  | 태풍        | 매우 강     | 태풍        | 매우 강     | 허리케인   |
| 54.0 초과   | 105 이상  | 194 이상  | 태풍 Typhoon (T 또는 TY)                  | 태풍        | 초강력      | 태풍        | 맹렬        | 허리케인   |

(1 m/s≒1.94 knot)
이와는 별도로 미국 합동태풍경보센터에서는 최대 풍속 67m/s (130 knots) 이상인 태풍을 슈퍼태풍으로 정의한다. 대한민국 기상청과 일본 기상청은 세계기상기구가 권고하는 10분간 평균 풍속이 기준이며, 미국 국립 허리케인 센터(NHC)와 미국 합동태풍경보센터는 사피어-심프슨 등급(SSHS)기준의 1분간 평균 풍속이다. 1분간 평균 풍속은 10분간 평균 풍속에 비해 약 12% 정도 높게 측정된다.

### 태풍의 크기 분류
| 풍속 15 m/s 이상의 반경 | 한국 기상청 (2020년 이전) | 일본 기상청 (2000년 이후) |
| ----------------------- | ------------------------- | ------------------------- |
| 300km 미만              | 소형                      | 150km-                    |
| 300 - 500km             | 중형                      | 150km-                    |
| 500 - 800km             | 대형                      | 대형                      |
| 800 km 이상             | 초대형                    | 초대형                    |

대한민국 기상청은 태풍 강도 등급 개선에 따라 2019년 3월 29일부터 '약' 강도 분류를 하지 않으며, 2020년 5월 15일 부터는 크기 분류 대신 강풍반경(풍속 15m/s 이상)과 폭풍반경(풍속 25m/s 이상)을 정보로 제공한다. 일본 기상청에서도 2000년 이후 '약', '중'의 강도 구분과 '소형', '중형'의 크기 분류를 하지 않는다. 이 같은 표현은 위험을 과소평가하는 경향이 있고, 그 때문에 인명 피해가 커질 우려가 있어 방재 관점에서 취한 조치이다.

## 태풍의 구조

(중급) 태풍의 구조

태풍은 중심 주변으로 적란운이 모인 구름 벽(벽운, 壁雲)이 형성되어 있고, 나선 모양의 구름 띠(나선대, spiral band)가 구름 벽으로 말려 들어가는 원형 또는 타원 형태의 소용돌이 모습을 하고 있다. 구름 벽과 구름 띠에서는 강한 소낙성 비가 내리고 띠 사이의 층운형 구름에서는 약한 비가 지속적으로 온다.
구름 높이는 약 12~20km이고 중심에 가까울 수록 키가 크고 두꺼운 구름들이 나타난다. 전체 크기는 작게는 직경 200km에서 큰 것은 2000km 달하기도 한다. 이동 속도가 느린 북상(전향) 이전의 발달기 태풍은 대체로 원형에 가깝다.
바람은 하층에서 반시계 방향으로 중심을 향해 빨려 들어가 꼭대기 부근에서 시계 방향으로 빠져나간다. 풍속이 강한 부근은 중심으로부터 약 40~100km 부근이다. 중심에 가까워질수록 풍속이 증가하며, 기압은 낮고 온도와 습도는 높다. 최성기의 중심기압은 보통 970~930hPa 정도이며 930hPa 이하면 매우 강한 태풍으로 지상 최대 풍속은 50m/s(=180km/h)에 달한다.
잘 발달한 태풍의 중심에서는 비구름과 바람이 없는 고요한 상태의 태풍의 눈(Typhoon eye)이 존재한다. 태풍의 눈은 태풍에서 기압이 가장 낮은 곳으로 맑은 날씨가 특징이며, 태풍의 위력이 강해질수록 뚜렷해져 강도를 가늠하는 척도가 된다. 크기는 보통 직경 20~50km 정도지만 직경이 큰 태풍의 경우 100km가 넘는 경우도 있다.
태풍의 진행 방향에 대해서 중심역의 오른쪽을 위험반원(dangerous semicircle), 왼쪽은 가항반원(navigable semicircle)으로 구분한다. 북상하는 태풍은 편서풍 등의 영향을 받아 오른쪽이 왼쪽보다 풍속이 강한 편이다. 따라서 위험반원은 남동쪽으로 바람이 가장 강한 구역이며, 가항반원은 북서쪽으로 풍속이 약해져 수증기가 정체되기 때문에 비가 가장 많은 구역이다.

## 태풍의 발생

### 발생 원인
태양열은 날씨를 변화시키는 주된 원인이다. 구형(球形)에 가까운 지구는 자전축이 23.5도 기울어진 상태로 공전하면서 태양으로부터 받는 열량의 차이가 발생한다. 이 때문에 계절의 변화가 생기며, 대륙과 바다, 적도에서는 태양열에 의한 열에너지가 풍부하고, 극지방 같은 고위도 지역에서는 열에너지의 결핍에 따른 열적 불균형이 일어난다. 불균형을 해소하려는 열역학적인 성질에 의해 불규칙한 에너지를 교환하는 과정에서 다양한 규모의 대기 순환이 발생하게 되는데, 태풍은 이러한 대기 순환의 일부분이다. 해들리 순환(Hadley circulation)의 경로를 타고 고위도로 이동하면서 전지구의 에너지와 물 순환에 매우 중요한 역할을 한다.

### 발생 과정
적도 부근 열대 해역의 대기는 일반적으로 고온 다습한 상태의 수증기(조건부 불안정, conditional instability)가 계속 상승하여 적란운이 쉽게 발생하며, 종종 강한 스콜(Squall)을 동반한다. 이 스콜이 최초로 공기의 작은 소용돌이가 되고, 수렴기류(收斂氣流, convergence air current)를 따라 북반구의 북동무역풍과 남반구의 남동무역풍의 경계인 적도수렴대(赤道收斂帶, ITCZ) 부근에 쌓이게 된다. 이 소용돌이들이 북동무역풍대의 동풍 중에 발생한 수평 파동인 편동풍파동(偏東風波動, easterly wave)에 의해 한 곳에 모이게 되면 큰 소용돌이가 되는데, 이것이 태풍의 씨앗인 열대요란(熱帶擾亂, Tropical Disturbance)이 된다. 이 단계에서는 구름들이 산발적인 형태를 띠며, 조직화되면 중심이 형성되면서 열대저기압으로 발달하게 된다.

열대저기압의 모식도

적도수렴대에서 대기 중에 공기가 한 곳으로 모이는 기류의 수렴이 강해지면 풍속이 증가하고, 전향력(코리올리의 힘)에 의해 기압이 낮은 중심을 축으로 바람이 순환하게 된다. 바람은 공기의 이동을 의미한다. 온도가 낮은 곳에서 높은 방향으로, 기압이 높은 곳에서 낮은 방향으로 불며 그 차이(기압경도력, pressure gradient force)가 커질수록 풍속은 증가한다. 
물이 증발하여 수증기가 될 때 열량을 흡수하고 수증기가 응결하여 물이 될 때 흡수한 열량을 방출한다. 이 수증기의 응결에 의해 방출되는 잠열(潛熱, latent heat)이 태풍의 주 에너지원이다. 대기는 유체이기 때문에 한 곳에 공기가 수평으로 모여들면 밀도가 높아지고 그 공기는 어딘가로 빠져나가려는 성질이 있다. 아래는 물리적으로 공기의 흐름을 막는 지표면 또는 해수면이기 때문에 상승 기류가 발생한다. 열대저기압 중심 부근의 강한 상승 기류를 타고 수렴된 수증기는 적란운을 발달시키면서 강한 비를 내리게 되는데 이 과정에서 잠열이 방출된다. 방출된 잠열로 데워진 공기는 상승 기류를 강화시켜 수증기를 재공급하게 되고, 다시 강한 비로 바꾼다. 온도가 높아진 공기가 팽창하면서 상승 기류를 따라 올라가고 상층에서 발산이 일어나면 하층의 밀도는 감소하면서 중심의 기압은 더 내려가게 된다. 이렇게 낮아진 기압과 높아진 온도로 인해 중심부가 주변부의 공기를 빨아들이면서 강한 회전력을 갖게 된다. 이 과정에서 원심력에 의해 하강 기류가 생기면 태풍의 눈이 만들어진다.

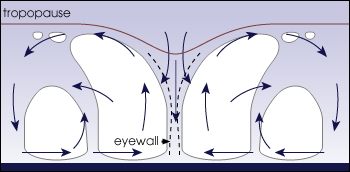
열대저기압의 대류

이와 같은 대류(convection) 과정을 반복하면서 태풍으로 발달하게 되는데, 이러한 조건이 되기 위해서는 수심 50m의 해수면 온도가 26.5°C 이상 되어야 하고, 해수면과 상층 대류권 사이의 풍속 차이가 10m/s 미만이어야 한다. 북서태평양에서 발생한 강한 태풍들은 해수면 온도가 28°C 이상인 곳에서 급속히 발달하는 일이 많다. 특히 필리핀 동남쪽 해역은 해수면 온도가 높아 태풍이 종종 맹렬한 기세로 발달하는데, 해수면 온도가 높을수록 증발량이 늘어나 수증기가 충분히 공급되고, 상층 대기와 온도 편차가 커지면서 대류가 촉발되기 좋은 상황이 되기 때문이다. 일반적으로 해수면 온도가 1°C 높아지면 대기 중의 습도(수증기량)는 약 7% 정도 증가한다. 발생한 열대요란이 열대저압부 단계를 거쳐 태풍으로 발달하는 것은 일부이며 그 기간은 약 4~8일 정도 걸린다.

### 발생 지역
태풍은 북위 5°~25°(N), 동경 125°~160°(E) 사이의 해상에서 주로 발생하며, 태평양 전체로 보면 서쪽 부분에 해당한다. 북중미 지역에 종종 피해를 주는 허리케인도 북대서양의 서쪽 부분에서 발생하는데, 대양의 서부에서는 해류의 영향으로 해수면 온도가 높은 것과 매우 밀접한 관련이 있다. 하지만 적도와 인접한 남‧북위 5° 이하의 저위도(적도로부터 약 500km 이내)에서는 기압이 낮은 곳이 생기고 해수면 온도가 높다고 해도, 전향력의 영향이 적어 소용돌이가 되기 어렵기 때문에, 태풍으로 발달하는 일은 극히 드물다. 또한, 북위 25° 이상이 되면 해수면 온도가 낮아지고 상공에서 서풍이 강하게 불기 때문에 발생 빈도가 낮다.
북반구에는 온도가 높은 육지가 많아 남반구의 남동무역풍이 적도를 넘어 북쪽으로 불어온다. 이 때문에 태풍의 주요 발생 장소인 적도수렴대는 서태평양의 적도 북쪽에서 서↖동 방향으로 기울어져 형성되어 있다. 북동무역풍과 남동무역풍은 발원지가 서로 다르지만 모두 고온 다습한 열대 기단으로 적도수렴대에서 만나 강한 수렴 기류를 발생시키고 상승 기류를 유도하면서 저기압대를 형성하는데, 그 성질 차이가 작기 때문에 전선의 의한 강우가 아닌 대류의 의한 강우가 연중 200일 이상 발생한다. 북반구의 여름은 남반구의 겨울이기 때문에 생기는 온도 차와 겨울철 북쪽 시베리아 고기압의 세력의 확장 등으로 인해 태풍의 발생 위치나 강도에 영향을 준다. 과거에 태풍이 발생한 장소를 보면, 더운 계절에는 비교적 북쪽에 치우친 지역(북위 20°~30°), 추운 계절에는 남쪽에 치우친 지역(북위 20° 이하)에서 많이 발생한 것을 알 수 있다.

### 발생 빈도
1951년~2016년까지 태풍의 발생 횟수는 연간 약 26.1개이다. 또한, 해마다 변동이 커서 많은 해에는 40개 가까이 발생하며, 적은 해에는 20개 이하일 때도 있다. 태풍은 연중 발생하지만, 1월부터 4월까지는 매우 적고, 날씨가 점차 따뜻해지는 7월부터 10월까지가 가장 빈번하다.

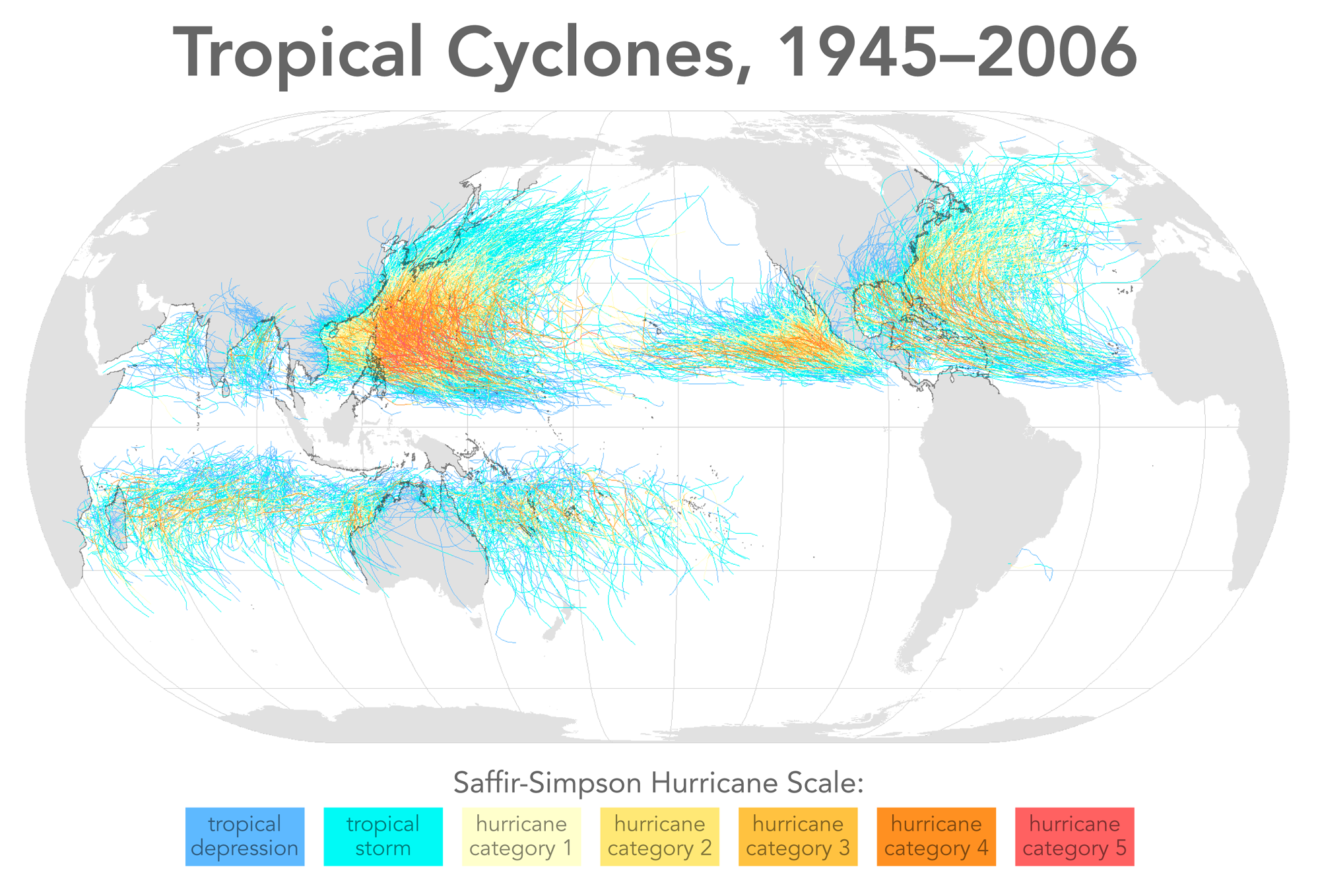
1945~2006년까지 발생한 열대저기압과 이동 경로

북서태평양은 전 세계에서 열대저기압이 가장 많이 발생하며, 또한 가장 강하게 발달하는 지역이다. 세계적으로 보면 태풍을 포함해 연간 약 80~90여 개의 열대폭풍이 발생하는데, 북반구에서 72%, 남반구에서 28% 발생한다. 지역별 통계를 보면 북태평양 서부와 남중국해 사이(동경 100°~180°)에서 태풍이 38%, 북태평양 중부, 동부 및 멕시코 서쪽 연안(180°~서경 90°)에서 17%, 북대서양 서부 및 서인도 제도 부근(서경 80°~30°)에서 11%, 북인도양(동경 45°~100°)의 벵골만과 아라비아해에서 각각 5%와 1%, 아프리카 마다가스카르 동쪽 남인도양(동경 30°~90°)에서 10%, 호주 북서부의 남인도양(동경 90°~141°)에서 9%, 호주 동쪽 남태평양(동경 141°~서경 120°)에서 9%이다.
북반구에 발생 빈도가 높은 이유는 남반구보다 따뜻하기 때문이다. 남반구는 남극대륙 전체를 덮고 있는 빙하가 높은 반사율로 태양빛을 반사하는 반면, 북반구는 해양에 비해 비열이 작은 육지가 넓게 분포되어 있어 같은 양의 에너지를 받았을 때 온도가 더 쉽게 오를 수 있고, 북극은 대륙이 아니어서 빙하 사이로 드러나 있는 해양이 에너지를 흡수하는 부분도 존재하기 때문이다. 또한 7월은 지구와 태양과의 거리가 가장 멀리 떨어져 있어(원일점) 공전 속도가 느려지는 시기(케플러의 제2법칙)로, 북반구의 여름은 남반구의 비해 2~3일 정도 더 길다.

### 기후변화와 태풍의 관계
1990년대 초까지 남대서양에서는 다른 열대 지역보다 해수면 온도가 낮아 열대저기압이 발생하지 않는다고 생각되었다. 1991년 4월 미국 국립 허리케인 센터에서 남동대서양에 열대저기압이 발생했다고 보고하였다가 오류로 판명된 일을 계기로 그 가능성에 대해 주목하기 시작하였다. 2004년 3월 발생한 열대저기압이 허리케인 2등급 수준의 사이클론 카타리나로 강하게 발달하였고 브라질 남동부 지역에 상륙하여 상당한 피해를 주었다. 이후 열대저기압 등에 대한 의문이 제기되었고, 1970년부터 2004년까지의 추적 연구에서 최소 7개 이상의 열대저기압 또는 아열대저기압이 발생한 것으로 보고되었는데, 기후변화가 그 원인으로 지목되었다. 브라질 해군(Brazilian Navy Hydrographic Center)은 2011년부터 열대저기압과 아열대저기압을 지정하고 있다.
기후변화로 지구의 온도가 높아지면 극지방과 적도의 열량 차이가 줄어들어 위도에 따른 온도 차가 줄어든다. 이로 인해 대기 상하층부의 바람 차이도 줄어드는데, 무역풍과 계절풍이 약해지는 결과로 이어진다. 이와 같이 상승 기류의 방해 요인이 사라진 조건에서는 열대저기압의 발생 빈도가 잦아질 뿐만 아니라, 이동 속도도 느려져 열대에 머무는 기간이 길어지기 때문에 강하게 발달하게 되고, 수명이 길어지면서 영향을 받는 지역과 범위가 확대된다. 연구 결과에 따르면 북서태평양에서 발생한 태풍의 풍속이 1m/s 강해지는데 1981년에는 평균 2.1시간이 걸렸지만 2018년에는 평균 1.6시간 걸리는 것으로 나타났다. 또한, 태풍의 발달 속도가 일정하다고 가정하고 처음 발생한 태풍이 풍속 67m/s의 슈퍼 태풍(미국 합동태풍경보센터 기준)으로 발달하는 데 걸리는 시간을 산출했을 때, 1981년에는 평균 106시간, 2018년에는 평균 82시간으로 나타났다. 최성기로 발달하는 지점의 평균 위도도 1982~2012년 사이에 3° 높아졌는데, 육지와의 거리가 가까워진 만큼 상륙할 때 강한 세력을 유지하고 있을 가능성이 높아진다. 또한 24시간 내 기압이 42hPa 이상 하강하고 풍속이 15.3m/s(≒55 km/h) 이상 강해지는 태풍의 급강화 현상은 조기 경보가 어렵다.
2019년 일본을 강타한 제19호 태풍 하기비스의 사례를 보면 해수면 온도가 30°C 넘는 해역을 지나면서 발생 36시간 만에 슈퍼 태풍으로 급격히 발달하였고, 이례적으로 최성기의 세력을 75시간 이상 장기간 유지하면서 최저 중심기압 904hPa, 1분 최대 풍속은 72m/s(=259 km/h)를 기록하였다. 한반도에 영향을 준 태풍의 통계를 보면 1991년~2020년까지 30년 평균은 연간 3.4개였지만 2011~2020년까지 10년 평균으로 범위를 좁히면 연간 4.0개로 늘어나는 추세이다.
온실가스로 상승한 기온의 93%는 해양에 흡수되는 것으로 추정된다. 기상학자들은 한 세대 전보다 5~8% 더 많은 수증기가 증발해 대기에 존재하고 있고, 과거보다 열대저기압의 풍속과 강우량은 증가하면서 이동 속도는 느려지고 있어 앞으로 더 위력적인 초대형 열대폭풍의 발생 빈도가 늘어날 것으로 예측하는 연구 결과들을 발표하고 있다.

### 태풍과 유사한 폭풍
아열대저기압(Subtropical Cyclone)이 강하게 발달하여 태풍으로 분류되기도 한다. 형태가 태풍과 비교해 비대칭이지만, 위성 사진만으로는 구분하기 어려울 때도 있고 해수면에서 수증기를 공급받는 점에서도 비슷하다. 하지만 열에 의해 불규칙한 기류가 발생하는 열대의 대류와 달리, 차갑고 건조한 상층 공기와 고온 다습한 하층 공기의 온도 차와 압력 차이(경압성, Baroclinic)로 회전력을 얻는다. (열역학적인 측면에서는 이를 이류(移流, advection)로 구분할 수 있지만, 기상학에서는 이류를 기단(氣團, air mass)의 수평 변화에만 국한하기 때문에 대류로 통칭한다.) 잠열에만 의존하지 않기 때문에 20~25°C의 비교적 낮은 해수면 온도에서도 발생하며, 태풍보다 수명은 짧은 편이다. 주로 대류 활동이 동반된 온대저기압이나 절리저기압이 열대 해상으로 남하하여 발달하는 일이 많다. 강풍권역은 더 넓은 편이고, 중심 부근보다 주변부의 바람이 더 강하기도 하며, 외곽에 전선을 동반하기도 한다. 북대서양에서는 아열대폭풍(Subtropical Storm)으로 구분한다. 2014년 6호 태풍 미탁(MITAG)의 경우처럼 미국 합동태풍경보센터(JTWC)의 소멸 후 분석에서 아열대폭풍으로 분류하기도 하고, 아열대저기압이 열대저기압으로 성질이 변해 태풍이 되기도 한다.
유럽 남부의 지중해에서도 태풍과 비슷한 폭풍이 드물게 발생하며, 1990년대부터 그 빈도가 증가하고 있지만, 공식적인 기상관측 기관이 없어 열대저기압으로 간주하지는 않는다. 지중해와 인접한 흑해와 스페인 북부 칸타브리아 해(Cantabrian Sea)에서도 관측되는데, 건조한 지중해 기후에서 발생한 열대성 저기압(tropical-like cyclone)이 열대 해역에서 발생한 열대저기압 또는 아열대저가압과 동일한 것인지에 대해서도 충분히 증명되지 않아 학계에서는 논쟁 중이다. 지중해(Mediterranean Sea)에서 발생한 허리케인(Hurricane)이라는 뜻에서 메디케인(Medicane)이라고 부르기도 하며, 겨울철 온대저기압이 북대서양과 유럽 대륙을 횡단하면서 발생하는 유럽폭풍(European windstorm)과는 구분된다.

## 태풍의 진로

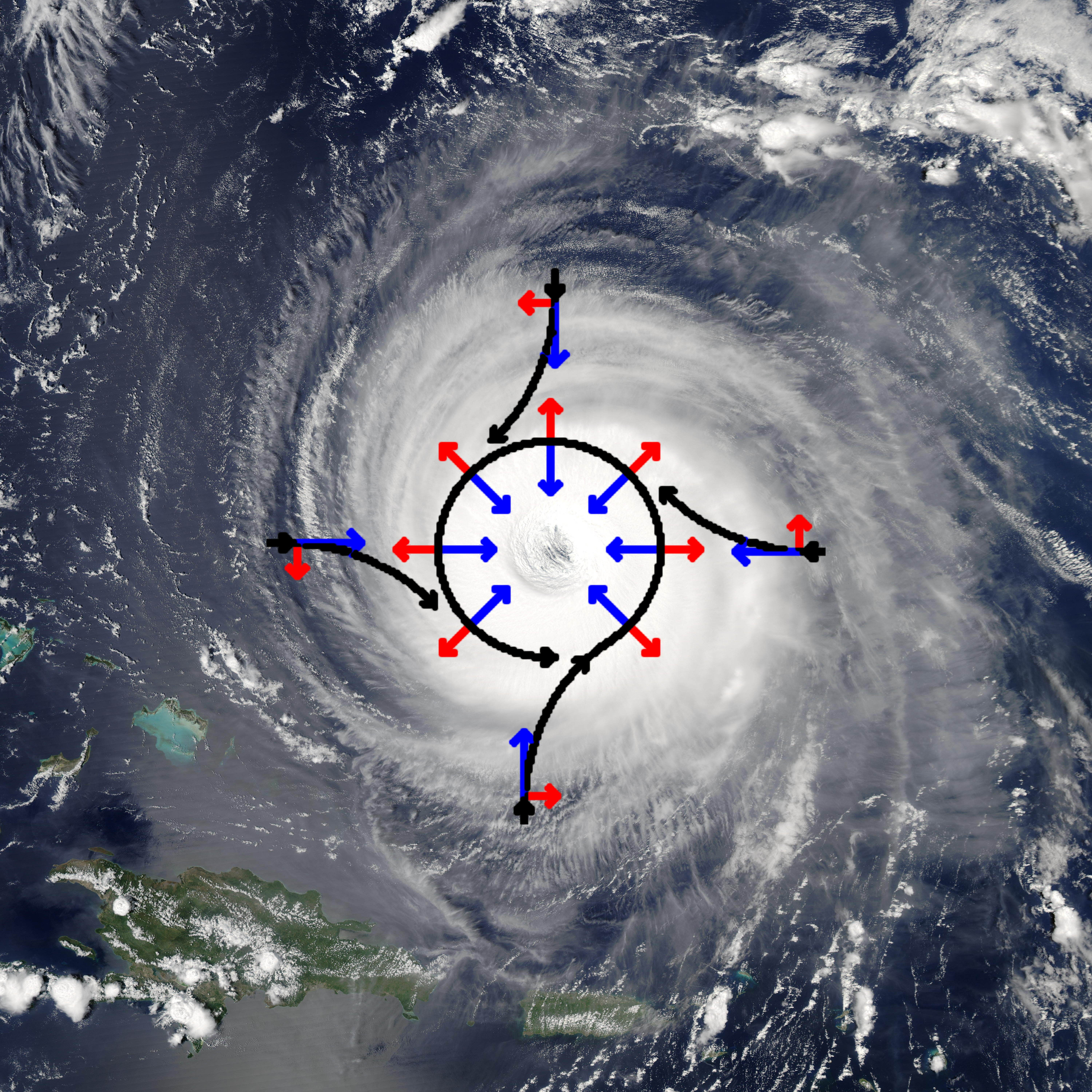
북반구의 저기압 흐름. 전향력(빨간색)은 항상 풍향(검은색)의 수직으로 작용하며, 오른쪽으로 편항하여 반시계 방향으로 회전한다. 기압경도력(파란색)이 커지면 풍속이 증가한다.

### 북상의 원인
태풍이 북쪽으로 진행하는 원인은 위도에 따른 전향력 차이 때문이다. 전향력의 크기는 적도에서 0이며 극에서 최대가 되는데, 북반구에서는 항상 풍향의 우측 수직 방향으로 작용한다. 태풍의 북쪽 반원은 동풍 구역으로 전향력은 이를 북쪽으로 끌어당기며 남쪽 반원은 서풍 구역으로 적도 쪽으로 끌어당기게 된다. 하지만 적도와 가까운 저위도에서는 전향력의 효과가 작아서 태풍은 북쪽으로 끌려가게 된다. 전향력은 풍속에 비례하기 때문에 태풍 북쪽의 동풍이 강해지면 북상할 가능성이 커진다.
소용돌이도(와도) 보존
소용돌이도는 유체의 소용돌이 정도를 나타내는 개념이다. 이 소용돌이도에는 지구 자체가 가지고 있는 소용돌이도인 행성소용돌이도와 지구 표면에서 상대적으로 움직이는 유체 자체의 소용돌이도인 상대소용돌이도로 나누어진다. 행성소용돌이도는 고위도로 갈수록 커지고, 저위도로 갈수록 작아진다. 예를 들면, 북극에서는 서 있기만 해도 지구 자전의 영향으로 하루에 한 바퀴 돌게 되지만, 적도에 서 있으면 결코 회전하지 않는다.
행성소용돌이도와 상대소용돌이도를 합쳐서 절대소용돌이도라고 한다. 그리고 절대소용돌이도를 유체 기둥의 높이로 나눈 것을 포텐셜 소용돌이도라고 한다. 이 포텐셜 소용돌이도는 외력이 없으면 보존된다.
                        행성소용돌이도 + 상대소용돌이도
포텐셜 소용돌이도 = -----------------------------------
                                 유체 기둥의 높이
소용돌이도의 부호는 지구 자전 방향을 기준으로 한다. 지구는 서에서 동으로, 북극 위에서 지구를 내려다 보았을 때, 반시계 방향으로 자전한다. 따라서 반시계 방향으로 회전하면 (+) 가 되고, 시계 방향으로 회전하면 (-) 가 된다.
태풍은 거대한 회전 운동을 한다. 따라서 태풍 역시 소용돌이도를 가진다. 태풍이 발생했을 때 다음처럼 대칭 상태였다고 하자.
태풍은 저기압의 일종이므로 반시계 방향으로 회전한다. 따라서 태풍의 왼쪽은 고위도에서 저위도로 이동하고, 태풍의 오른쪽은 저위도에서 고위도로 이동한다.
앞서 말했듯이, 행성소용돌이도는 고위도로 갈수록 커지고, 저위도로 갈수록 작아지므로, 태풍의 왼쪽은 행성소용돌이도가 작아지고, 태풍의 오른쪽은 행성소용돌이도가 증가한다.
그런데 포텐셜 소용돌이도는 보존되어야 한다. 그리고 태풍의 높이는 변하지 않으므로 절대소용돌이도 역시 보존되어야 한다. 따라서 행성소용돌이도가 커지면 상대소용돌이도가 작아져야 하고, 행성소용돌이도가 작아지면, 상대소용돌이도가 커져야 한다.
결국 태풍의 왼쪽은 상대소용돌이도가 커져야(+) 하고, 태풍의 오른쪽은 상대소용돌이도가 작아져야(-) 한다. 그러므로 태풍의 왼쪽에는 반시계 방향(저기압성)의 소용돌이가 생겨나고, 태풍의 오른쪽에는 시계 방향(고기압성)의 소용돌이가 생겨난다.
이 때, 양쪽의 소용돌이는 태풍의 중심을 밀어올리는 형태가 된다. 바로 태풍 내부의 이 소용돌이 때문에 태풍이 북상하게 된다.

### 진행 과정
열대 지역에 있는 발달기의 태풍은 무역풍을 타고 20~25km/h 정도의 비교적 느린 속도로 서쪽 또는 서북서쪽으로 진행한다. 발생한 태풍 가운데 3분의 1 정도는 그대로 서쪽으로 진행하여 필리핀, 대만 또는 남중국해로 들어간다. 하지만 나머지 3분의 2의 태풍은 북서쪽으로 진행하다 북위 20°~30°에 이르면 편서풍의 영향으로 진로를 북쪽 또는 북동쪽으로 바꿔 한반도나 일본열도 쪽으로 향한다. 이 시점을 태풍의 전향(轉向)이라 한다. 전향점의 위치는 5~6월에는 북위 20° 부근, 7~8월에는 북위 30° 부근이나 10월에는 다시 남하해 북위 22° 부근이 되는 월별 변화를 보인다. 태풍은 전향할 때 약 하루 정도 정체하는데, 일단 전향하면 이동 속도는 급속히 증가한다. 여름에는 보통 35~40km/h 정도이고, 가을이 되면 제트기류의 영향으로 속도가 더욱 빨라져 드물게는 80km/h 이상 달하는 일도 있다. 태풍의 이동 속도는 일반적으로 지속성이 있으므로 과거의 이동 속도를 답습하는 경우가 많아 1일 이내는 비교적 정확하게 예측할 수 있다.

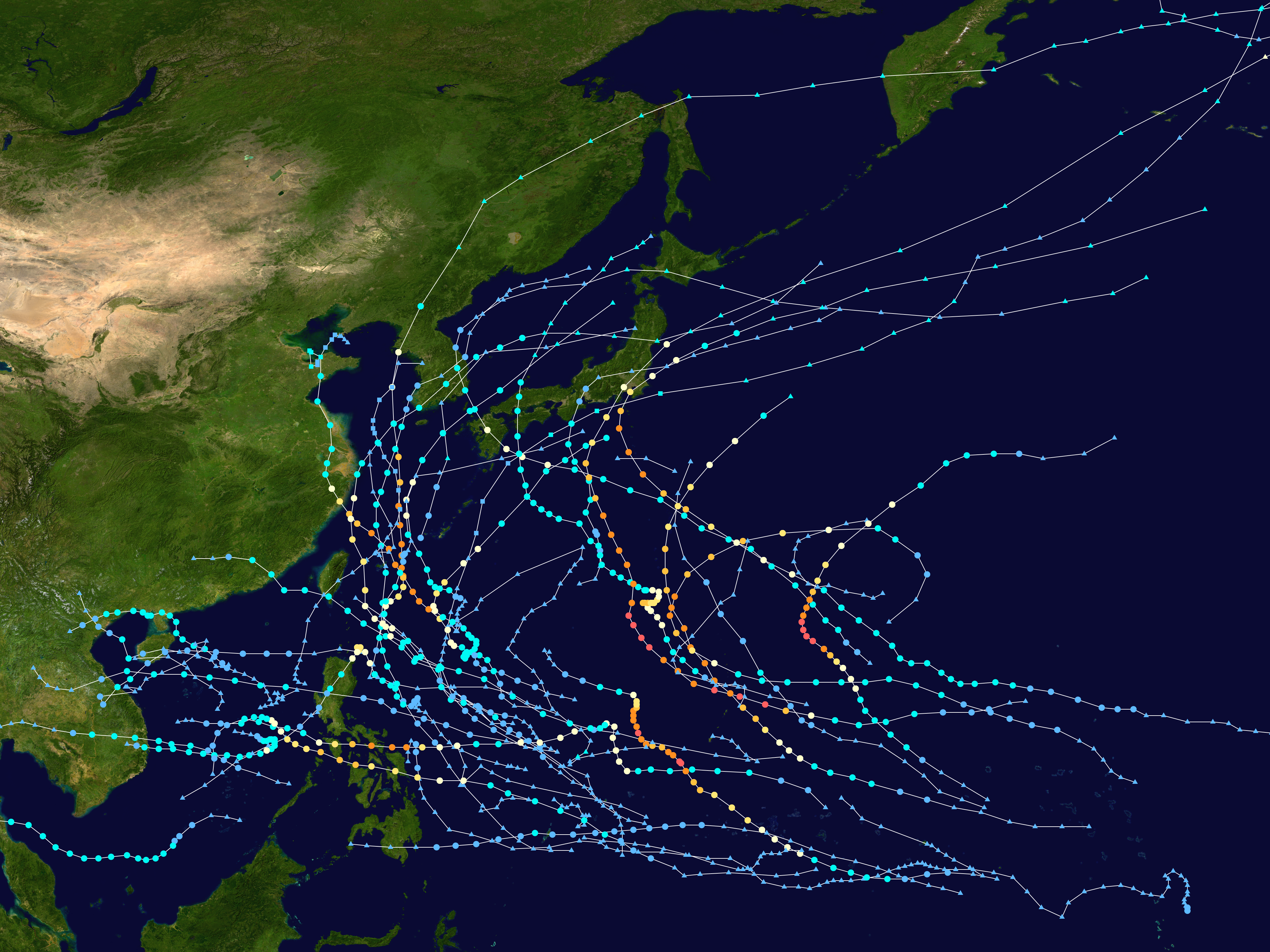
2019년 북서태평양에서 발생한 열대저기압의 이동경로

북태평양 고기압이 동서로 길게 이어져 있는 6월에는 서쪽 또는 서북서 방향으로 진행하며, 세력이 조금씩 약화하기 시작하는 7월에는 대만 부근에서 중국 연안을 따라 서해로 북상한다. 8월에는 동중국해를 지나 대한해협이나 한반도를 가로질러 동해로 북상하며, 9월에는 일본 오키나와 동쪽 해상을 지나 일본 열도 쪽으로 북상한다. 10월 이후에는 일본 남쪽 해상 멀리 지나간다.
태풍의 움직임은 강물 속의 소용돌이에 많이 비유된다. 강물의 소용돌이는 소용돌이 자체가 회전하면서 강물의 흐름에 따라 움직인다. 이와 마찬가지로 태풍도 시계 반대 방향으로 도는 커다란 소용돌이이다. 주위의 대규모 바람(지향류(指向流), steering current)을 따라 이동하는데 북태평양 고기압 주위의 기류가 이에 해당하며, 고기압을 진행 방향의 오른쪽에 두고 그 가장자리(경계면)를 따라 이동한다. 시계 방향으로 회전하는 북태평양 고기압은 반시계 방향으로 회전하는 태풍과 톱니바퀴처럼 맞물려 북상을 견인하고 편서풍이 밀어 올리는 역할을 하면서 진로에 많은 영향을 준다. 지향류는 태풍의 바람과 중첩되어 있고, 북태평양 고기압이 매일 변동하면서 그 주변의 기류도 변동하고 있어서 기류에 좌우되는 태풍의 진로를 예측하는 것은 실제로는 상당히 어렵다.

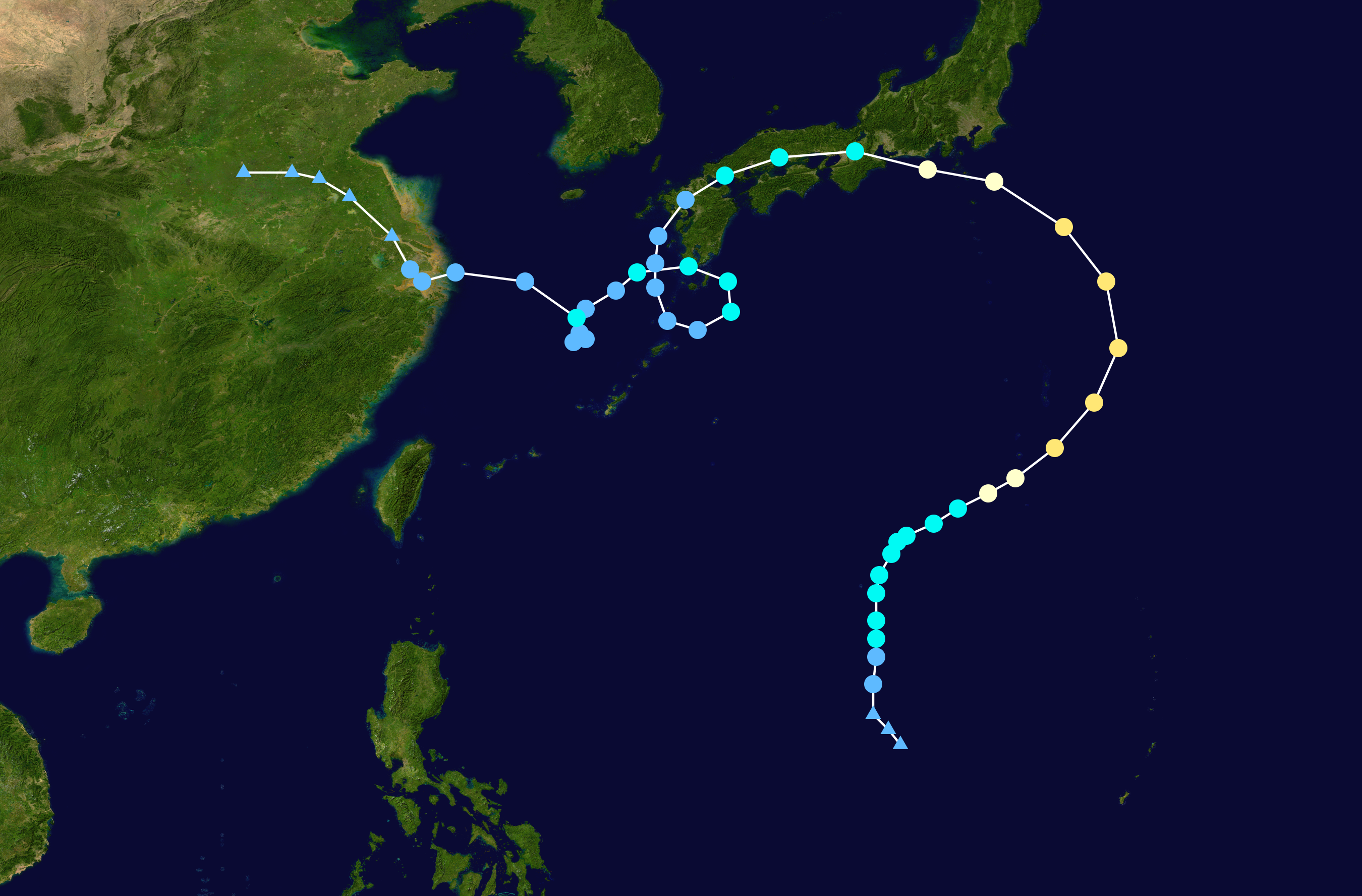
특이한 경로를 보였던 2018년 제12호 태풍 종다리

태풍은 그 주변의 기류를 타고 이동하는 것만이 아니라 소용돌이(와류, vortex)의 특성에 따른 움직임도 갖고 있다. 대형 태풍이나 이동 속도가 빠른 태풍은 원심력 때문에 일반적으로 예상되는 경로보다도 북쪽으로 치우치는 경향이 있으며, 고리 모양이나 갈지(之)자 형태로 이상 경로를 보이는 태풍도 있다. 보통 저기압은 상호 간에 흡인하는 경향이 있어, 전방에 저기압대가 있거나 다른 태풍이 앞서 지나갔으면 그 방향으로 진행하기도 한다. 또한, 두 개 이상의 태풍이 1000km 이내에 인접해 있으면 서로 직접적인 영향을 주고받으면서 기형적인 진로가 나타나는 후지와라 효과도 있다. 이러한 움직임들은 태풍을 이동시키는 지향류가 강한 경우에는 잘 나타나지 않지만 약한 경우에는 두드러진다. 이 경우 태풍의 이동 속도는 느려지지만, 진로 예측은 매우 어려워진다.

### 태풍의 일생
발생부터 소멸할 때까지 평균 5일, 길게는 10~15일 정도의 수명을 가진다, 일반적으로 형성기, 발달기, 최성기, 쇠퇴기의 4단계로 구분한다. 일단 태풍으로 발달하게 되면 열대 해상에서 소멸하는 일은 드물며, 해수면 온도가 낮아져 수증기 공급이 감소하는 고위도 지역으로 이동하면 세력이 약화된다. 상층과 하층의 풍향 및 풍속 차이로 상승 기류를 방해하여 구조의 변화를 일으키는 대규모의 연직시어(Vertical Wind Shear)의 영향권으로 이동하거나, 수증기 공급이 중단되고 지표면과 마찰이 생기는 육지에 상륙하게 되면 급격히 쇠퇴한다. 섬과 같은 육지를 횡단할 때는 중심부가 소멸하였다가 다른 쪽에 중심이 발생하여 세력이 옮겨가는 일도 있고, 지형이 고른 평원지역에 상륙하면 세력을 좀 더 오래 유지하면서 내륙으로 진행하기도 한다. 열대저압부로 소멸했다가 태풍으로 재발달할 수는 있지만, 성질을 잃고 온대저기압으로 변질(ET:  Extratropical Transition)되면 태풍으로써 일생을 마친 것으로 간주한다.

## 한반도와 태풍
과거 통계를 보면 1951년~2022년까지 한반도에 영향을 주었던 태풍은 모두 236개로 연평균 약 3.3개이다. 북상 시기는 6~10월이며, 90% 이상이 7월~9월에 집중되어 있다.  대한민국 기상청과 국가태풍센터에서 2011년 발간된 태풍백서에서는 태풍의 중심이 비상구역(북위 28°, 동경 128°)에 진입하고 태풍특보가 발효되었을 때를 직접영향으로 정의하며, 비상구역에 진입하지 않았으나 함께 몰려온 많은 수증기(전면수렴대)가 기류를 타고 전선에 유입되어 집중호우가 발생하는 등 여러 조건들이 충족될 때 간접영향으로 정의하고 있다. 논문 등의 학술자료에서는 접근 여부를 객관적으로 판단하기 위해 북위 32°~40°, 동경 120°~138° 범위를 '한반도 근접 태풍'으로 정의하기도 한다.
태풍주의보는 강풍(풍속 14m/s 이상), 풍랑(유의파고 3m 초과), 호우(70mm/6시간~110mm/12시간), 폭풍해일 현상 등이 주의보 기준에 도달할 것으로 예상될 때, 태풍경보는 강풍(풍속 21m/s 이상) 또는 풍랑(유의파고 5m 초과) 경보 기준 에 도달할 것으로 예상되거나, 총 강우량이 200mm 이상 예상될 때, 또는 폭풍해일 경보 기준에 도달할 것으로 예상될 때 발령한다.
1984년 대한민국 기상청(당시 중앙기상대)은 1일 예보만 가능했었지만 이후 2001년 2일, 2003년 3일에 이어 2011년부터 5일 예보를 하고 있다. 2010년부터 천리안 위성을 통해 독자적인 위성 관측 자료를 얻게 되었고, 2019년부터는 태풍의 진로 예측 발표 간격이 기존 24시간에서 12시간으로 단축되었다. 

### 태풍의 비상․경계․감시구역[17]
| 구분     | 기준                                                          |
| -------- | ------------------------------------------------------------- |
| 비상구역 | 태풍의 중심이 북위 28° 북쪽, 동경 132° 서쪽에 위치한 경우     |
| 경계구역 | 태풍의 중심이 북위 25° 북쪽, 동경 135° 서쪽에 위치한 경우     |
| 감시구역 | 태풍의 중심이 북위 25° 남쪽, 동경 135° 동쪽의 북서태평양 구역 |

## 태풍의 이름
같은 지역에 여러 개의 태풍이 발생할 때 혼선을 피하기 위해 이름을 붙인다. 최초로 이름을 붙인 사람은 1900년대 초 호주 퀸즐랜드 기상대 예보관이었던 클레멘트 래기(Clement Wragge)로 알려져 있다. 당시 호주 예보관들은 자신들이 싫어하는 정치인의 이름을 붙였다. 이전에는 발생 장소의 위도와 경도 등으로 구분했다.
1950년대 초에는 a로 시작하는이름(예: Able), 그다음엔 b로 시작하는이름(예: Baker), 그 다음엔 c로 시작하는 이름(예: Charlie)을 사용하였다.
북서태평양의 태풍은 제2차 세계대전 이후, 미국의 공군과 해군에서 붙이기 시작한 이름이 공식적인 국제적 명칭으로 통용되었고, 1953년부터 1999년까지 괌에 위치한 미국 합동태풍경보센터(JTWC)에서 정한 사람의 이름을 사용했다. 1조에서 4조까지, 한 조에 각각 23개씩 모두 92개의 이름을 정하고 발생 순서에 따라 순차적으로 이름을 붙였다. 92개의 이름을 모두 사용하면 다시 1조부터 재사용하였다. 처음에는 모두 여성의 이름만 사용하였는데, 이는 미국 작가 조지 R.스튜어트(George Rippey Stewart)의 1941년 소설 Storm에서 영감을 받은 미군의 기상학자들이 자신들의 부인의 이름을 태풍의 이름으로 붙인 것이 유래되었다. 이후 성차별이라는 문제제기로 세계기상기구가 개선을 요구하면서 1979년부터는 남성의 이름도 함께 사용되었다. 2000년 이후에는 별도 분석을 통해 자체적으로 태풍을 지정하며, 지역특별기상센터에서 공식 통보하지 않을 때는 이름 없이 일련번호만 표시한다.
2000년부터는 북서태평양의 지역특별기상센터(RSMC)로 지정되어 있는 일본 기상청(JMA)에서 붙인다. 매년 1월 1일을 이후 가장 먼저 발생한 태풍을 제1호로 하고, 발생 순서대로 이름과 4자리 숫자로 된 태풍 번호를 함께 붙인다. 태풍 번호는 발생 연도 2자리와 발생 순서 2자리 조합이며, 태풍 이름은 태풍위원회(ESCAP/WMO Typhoon Committe)의 회원국 14개 기관이 자국어로 된 이름을 10개씩 제안한 것으로, 총 140개의 이름들을 28개씩 5개 조로 나누고, 1조부터 5조까지 국가명을 기준으로 로마자 순서대로 순환되면서 사용된다. 태풍이 세력을 잃고 소멸되었다가 재발달하는 경우, 다른 태풍으로 분류하여 새로운 이름을 부여한다. 예외적인 경우도 있는데, 2015년 12호 태풍 할룰라의 사례처럼 북태평양의 중부나 동부에서 발생한 허리케인이나 열대폭풍이 서쪽으로 이동하다가 날짜 변경선(경도 180°)을 넘어 태풍으로 전환되는 경우에는 발생 당시 해당 지역특별기상센터에서 붙였던 이름을 그대로 쓴다. 
이와는 반대로 태풍으로 발생하여 동쪽으로 이동하다가 허리케인으로 전환되기도 하고, 서쪽의 말레이반도(동경 100°)를 지나 인도양의 뱅골만으로 이동해서 사이클론이 되기도 하는데, 일본에서는 이들 모두 월경태풍(越境台風)이라고 한다. 월경태풍은 주로 8월에서 9월에 발생한다. 인도양에서 발생한 사이클론이 동쪽으로 이동하여 태풍이 되는 경우는 아직까지 관측된 적이 없다.
일본 기상청에서 태풍의 이름을 붙이지만, 일본 내에서는 이름보다는 태풍 번호를 호칭하는 것이 일반적이다. 태풍 이름 중에는 일본어의 음(音)을 표시하는 체계인 오십음도에서 표현이 불가능한 이름들이 포함되어 있는데, 이를 전부 일본어로 표기하기에는 너무 길고 난잡해지는 근본적인 문제가 있다. 때문에 언론 보도에서도 태풍 번호로만 호칭하는 경우가 대부분이며, 막대한 피해가 발생했을 때만 일본 연호를 사용한 독자적인 태풍 이름을 붙인다. 태풍의 영향이 잦은 필리핀 내에서도 공식적인 이름 대신 필리핀 고유의 이름을 별도로 사용하고 있다.
다음은 2025년 3월 10일 기준으로 북서태평양에서 발생하는 열대저기압에 부여하는 140개의 명칭이다. 로마자 이름은 태풍위원회의 14개국 기상 기관이 10개씩 제출한 것이며, 한글 명칭은 국립국어원에서 외래어 표기법에 따라 정한 표기이다. 회원국에는 북한도 포함되어 있어 한국어로 된 태풍 이름은 20개이다. 아주 심각한 피해를 입힌 태풍의 이름은 해당 회원국이 요청을 하면 영구 제명 되고, 새로운 이름으로 교체된다.
| 제안한 국가            | 태풍 이름           | 태풍 이름             | 태풍 이름        | 태풍 이름          | 태풍 이름          |
| 제안한 국가            | 1조                 | 2조                   | 3조              | 4조                | 5조                |
| ---------------------- | ------------------- | --------------------- | ---------------- | ------------------ | ------------------ |
| 캄보디아               | 담레이(DAMREY)      | 콩레이(KONGREY)       | 나크리(NAKRI)    | 크로반(KROVANH)    | 트라세(TRASES)     |
| 중화인민공화국         | 텐마(TIANMA)        | 인싱(YINXING)         | 펑선(FENGSHEN)   | 두쥐안(DUJUAN)     | 무란(MULAN)        |
| 조선민주주의인민공화국 | 기러기(KIROGI)      | 도라지(TORAJI)        | 갈매기(KALMAEGI) | 수리개(SURIGAE)    | 메아리(MEARI)      |
| 홍콩                   | 윈윙(YUN-YEUNG)     | 마니(MANYI)           | 풍웡(FUNGWONG)   | 초이완(CHOIWAN)    | 칭마(TSING-MA)     |
| 일본                   | 고이누(KOINU)       | 우사기(USAGI)         | 고토(KOTO)       | 고구마(KOGUMA)     | 도카게(TOKAGE)     |
| 라오스                 | 볼라벤(BOLAVEN)     | 파북(PABUK)           | 노카엔(NOKAEN)   | 참피(CHAMPI)       | 옹망(ONG-MANG)     |
| 마카오                 | 산바(SANBA)         | 우딥(WUTIP)           | 폐냐(PENHA)      | 인파(IN-FA)        | 무이파(MUIFA)      |
| 말레이시아             | 즐라왓(JELAWAT)     | 스팟(SEPAT)           | 누리(NURI)       | 츰파카(CEMPAKA)    | 므르복(MERBOK)     |
| 미크로네시아 연방      | 에위니아(EWINIAR)   | 문(MUN)               | 실라코(SINLAKU)  | 네파탁(NEPARTAK)   | 난마돌(NANMADOL)   |
| 필리핀                 | 말릭시(MALIKSI)     | 다나스(DANAS)         | 하구핏(HAGUPIT)  | 루핏(LUPIT)        | 탈라스(TALAS)      |
| 대한민국               | 개미(GAEMI)         | 나리(NARI)            | 장미(JANGMI)     | 미리내(MIRINAE)    | 호두(HODU)         |
| 타이                   | 프라피룬(PRAPIROON) | 위파(WIPHA)           | 메칼라(MEKKHALA) | 니다(NIDA)         | 꿀랍(KULAP)        |
| 미국                   | 마리아(MARIA)       | 프란시스코(FRANCISCO) | 히고스(HIGOS)    | 오마이스(OMAIS)    | 로키(ROKE)         |
| 베트남                 | 손띤(SONTINH)       | 꼬마이(CO-MAY)        | 바비(BAVI)       | 룩빈(LUC-BINH)     | 선까(SONCA)        |
| 캄보디아               | 암필(AMPIL)         | 크로사(KROSA)         | 마이삭(MAYSAK)   | 찬투(CHANTHU)      | 네삿(NESAT)        |
| 중화인민공화국         | 우쿵(WUKONG)        | 바이루(BAILU)         | 하이선(HAISHEN)  | 뎬무(DIANMU)       | 하이탕(HAITANG)    |
| 조선민주주의인민공화국 | 종다리(JONGDARI)    | 버들(PODUL)           | 노을(NOUL)       | 민들레(MINDULLE)   | 잠자리(JAMJARI)    |
| 홍콩                   | 산산(SHANSHAN)      | 링링(LINGLING)        | 돌핀(DOLPHIN)    | 라이언록(LIONROCK) | 바냔(BANYAN)       |
| 일본                   | 야기(YAGI)          | 가지키(KAJIKI)        | 구지라(KUJIRA)   | 도케이(TOKEI)      | 야마네코(YAMANEKO) |
| 라오스                 | 리피(LEEPI)         | 농파(NONGFA)          | 찬홈(CHANHOM)    | 남테운(NAMTHEUN)   | 파카르(PAKHAR)     |
| 마카오                 | 버빙카(BEBINCA)     | 페이파(PEIPAH)        | 페이러우(PEILOU) | 말로(MALOU)        | 상우(SANVU)        |
| 말레이시아             | 풀라산(PULASAN)     | 타파(TAPAH)           | 낭카(NANGKA)     | 냐토(NYATOH)       | 마와르(MAWAR)      |
| 미크로네시아 연방      | 솔릭(SOULIK)        | 미탁(MITAG)           | 사우델(SOUDEL)   | 사르불(SARBUL)     | 구촐(GUCHOL)       |
| 필리핀                 | 시마론(CIMARON)     | 라가사(RAGASA)        | 나라(NARRA)      | 아무야오(AMUYAO)   | 탈림(TALIM)        |
| 대한민국               | 제비(JEBI)          | 너구리(NEOGURI)       | 개나리(GAENARI)  | 고사리(GOSARI)     | 보리(BORI)         |
| 타이                   | 끄라톤(KRATHON)     | 부알로이(BUALOI)      | 앗사니(ATSANI)   | 차바(CHABA)        | 카눈(KHANUN)       |
| 미국                   | 바리자트(BARIJAT)   | 마트모(MATMO)         | 아타우(ETAU)     | 에어리(AERE)       | 란(LAN)            |
| 베트남                 | 짜미(TRAMI)         | 할롱(HALONG)          | 방랑(BANG-LANG)  | 송다(SONGDA)       | 사오비엔(SAOBIEN)  |

## 태풍의 영향

### 태풍에 수반되는 현상[23]

#### 풍랑 (風浪, wind wave, Windwelle)
해상에서 바람에 의해 일어나는 파도를 말한다. 보통 풍속이 1~2m/s 이상이 되면 발생한다. 대한민국 기상청에서는 풍랑주의보는 풍속 14m/s 이상이 3시간 이상 지속되거나 유의 파고가 3m 이상이 예상될 때, 풍랑경보는 풍속 21m/s 이상이 3시간 이상 지속되거나 유의 파고가 5m 이상이 예상될 때 발령한다. 태풍의 의해 강한 바람이 불기 시작하면 약 12시간 후에 최고파고에 가까워진다. 대체로 파고의 높이는 풍속의 제곱에 비례하지만 바람이 불어오는 거리에 따라 달라진다.

#### 너울 (Swell)
해상에서 전달되어 온 파도를 말한다. 풍랑이 발생지역을 떠나 해안에 온 경우, 바람이 그친 후 남은 파도 등이 이에 해당한다. 너울은 감쇠해 가는 파도로 진행함에 따라 파고가 낮아진다. 너울의 진행속도는 태풍 진행속도의 2~4배이며, 연안 지방에 여러 가지 태풍 전조현상을 일으킨다. 태풍의 중심 부근에서는 다른 방향에서 전해오는 파도가 모여들고, 간섭의 의해 물결의 꼭대기가 극단적으로 뾰족해지는 삼각파(三角波, pyramidal wave,)가 생겨 항해하는 선박은 전복의 위험이 커진다. 진행함에 따라 파장과 주기가 길어져 먼 바다까지 전달되기 때문에 풍랑을 예보하는 것보다 어렵다.

#### 고조 (高潮, storm surge,  storm tide)
폭풍해일이라고도 하며, 해안의 수위가 비정상적으로 상승하는 현상이다. 태풍의 낮은 기압으로 인해 수면이 들어올려지고, 여기에 강풍에 의해 해수가 밀려와 발생한다. 특히 태풍 진로 우측 200km 이내에 발생하며, 만조 때와 겹치거나 수심이 낮고 V자형 만(灣, bay)일수록 위험이 커진다. 일반적으로 해수면의 상승은 풍속의 제곱에 비례하고, 기압이 1hPa 낮아지면 해수면은 1cm 높아진다.

#### 용오름 (Spout)
회오리 바람을 동반하는 기둥 모양 또는 깔대기 모양의 공기소용돌이를 말한다. 적란운 또는 적운형 구름에서 지면 또는 해수면까지 거의 수직으로 닿아있으며, 지상의 파편이나 모래먼지, 바다의 물방울, 해양생물 등을 말아올린다. 태풍이 접근할 때 대기가 급격히 불안정해지면 발생하는데 크기는 직경 수m~수십m 정도이며, 최대 풍속은 70m/s 미만이다. 미국에서 발생하는 토네이도와 같은 현상이지만 규모는 작다. 또한 토네이도는 육지에서 발생하지만, 대한민국에서 용오름은 주로 해상, 특히 동해안에서 발생한다. 겉보기로 보면 토네이도와 비슷해 토네이도로 착각하는 경우도 많다.

### 태풍에 의한 피해
태풍은 제2차 세계 대전 때 일본 나가사키에 투하된 원자폭탄보다 만 배 이상의 큰 에너지를 가지고 있는 것으로 추정된다. 폭풍과 호우로 인해 건물이 붕괴되거나 정전, 통신망의 두절이 발생하기도 하며 하천의 범람과 항내의 선박들을 육상으로 밀어내는 등의 막대한 힘을 가지고 있다. 태풍백서에 따르면 1904~2009년까지 태풍에 의한 피해는 사망‧실종이 6,005여 명 재산피해액은 14조 232억 원으로 연평균 사망‧실종이 57명, 재산피해는 약 1,336억 원이다. 미국에서는 5등급 허리케인의 경우 약 2천 명의 사망자와 2,500만 달러의 재산 피해가 발생할 수 있다고 가정하고 대비한다.

#### 폭우, 강풍에 의한 피해
태풍이 접근하거나 상륙하게 되면 홍수, 침수 및 철도, 도로, 다리 등의 유실, 산사태 등 폭우에 의한 피해와 간판이나 표지판, 지붕 등이 날아가거나 하는 등 강풍에 의한 낙하시설물 피해가 발생한다.

#### 염해 (鹽害, salt damage)
해수의 염분이 해안 도시에 입히는 재해를 말한다. 강풍이 싣고 온 해염입자의 의한 염풍해와 해일 같은 해수의 침입으로 피해를 입는 염수해, 염토해 등이 있다. 육상의 농작물과 같은 식물에 접촉하면 잎이 마르고, 수목이 고사하기도 한다. 송‧배전선의 부식 등으로 정전사고가 일어나기도 하며, 건물이나 교각 같은 구조물의 콘트리트 균열 부위로 염분이 침입하여 내부의 철근 콘크리트가 부식되기도 한다.

#### 병충해 (病蟲害)
태풍의 눈 안에 새나 곤충 등이 갇힌 채 이동되어 오는 경우가 있는데, 미조(迷鳥) · 미충(迷蟲)이라고 한다. 해충이나 병균 등이 일시에 많은 개체가 날아와 농작물에 피해를 주기도 한다.

## 태풍에 대한 통계
| 태풍 발생이 많았던 해 | 태풍 발생이 많았던 해 | 태풍 발생이 많았던 해 | 태풍 발생이 적었던 해 | 태풍 발생이 적었던 해 | 태풍 발생이 적었던 해 |
| 순위                  | 발생수                | 연도                  | 순위                  | 발생수                | 연도                  |
| --------------------- | --------------------- | --------------------- | --------------------- | --------------------- | --------------------- |
| 1위                   | 39개                  | 1967년                | 1위                   | 14개                  | 2010년                |
| 2위                   | 36개                  | 1994년 1971년         | 2위                   | 16개                  | 1998년                |
| 3위                   | 35개                  | 1966년                | 3위                   | 17개                  | 2023년                |

| 순위 | 태풍번호 | 태풍이름 | 최저기압 (hPa) |
| ---- | -------- | -------- | -------------- |
| 1위  | 7920     | TIP      | 870            |
| 2위  | 7315     | NORA     | 875            |
| 2위  | 7520     | JUNE     | 875            |
| 4위  | 5822     | IDA      | 877            |
| 5위  | 6604     | KIT      | 880            |
| 5위  | 7826     | RITA     | 880            |
| 5위  | 8422     | VANESSA  | 880            |
| 8위  | 5307     | NINA     | 885            |
| 8위  | 5909     | JOAN     | 885            |
| 8위  | 7135     | IRMA     | 885            |
| 8위  | 8310     | FORREST  | 885            |
| 8위  | 1013     | MEGI     | 885            |

| 순위 | 태풍번호                                          | 태풍이름                                                            | 최대풍속 (10분 평균) |
| ---- | ------------------------------------------------- | ------------------------------------------------------------------- | -------------------- |
| 1위  | 5915 6118                                         | 베라 낸시                                                           | 150 kt               |
| 2위  | 5914 7920                                         | 사라 팁                                                             | 140 kt               |
| 3위  | 8210 1013 1330                                    | 베스 메기 하이옌                                                    | 125 kt               |
| 4위  | 8122 8221 8422 8522 9019 9128 1614 1618 2019 2102 | 엘시 맥 바네사 닷 플로 유리 므란티 차바 고니 수리개                 | 120 kt               |
| 5위  | 1328 1419 1422 1504 1513 1622 1825 1826 1923 2114 | 레끼마 봉퐁 하구핏 마이삭 사우델로르 하이마 콩레이 위투 할롱 찬투   | 115 kt               |
| 6위  | 0918 1216 1217 1319 1413 1420 1506 1521 1601 1822 | 멜로르 산바 즐라왓 우사기 제너비브 누리 노을 두쥐안 네파탁 망쿳     | 110 kt               |
| 7위  | 1808 1821 1824 1902 1909 1919 2010 2116 2122 2211 | 마리아 제비 짜미 우딥 레끼마 하기비스 하이선 민들레 라이 힌남노     | 105 kt               |
| 8위  | 1408 1507 1511 1515 1516 1524 1620 1721 1921 2121 | 너구리 돌핀 낭카 고니 앗사니 곳푸 송다 란 부알로이 냐토             | 100 kt               |
| 9위  | 1119 1418 1526 1527 1616 1621 1705 1718 1913 2009 | 날개 판폰 인파 멜로르 말라카스 사리카 노루 탈림 링링 마이삭         | 95 kt                |
| 10위 | 1324 1326 1409 1502 1509 1525 1610 1928 2018 2201 | 다나스 위파 람마순 히고스 찬홈 참피 라이언록 간무리 몰라베 말라카스 | 90 kt                |

| 순위 | 태풍번호       | 태풍이름            | 최대풍속 (1분 평균) |
| ---- | -------------- | ------------------- | ------------------- |
| 1위  | 6118           | NANCY               | 185 kt              |
| 2위  | 6124           | VIOLET              | 180 kt              |
| 3위  | 5822           | IDA                 | 175 kt              |
| 4위  | 1330 1614 2019 | HAIYAN MERANTI GONI | 170 kt              |
| 5위  | 1923 7920 2102 | HALONG TIP SURIGAE  | 165 kt              |
| 6위  | 1919 1013      | HAGIBIS MEGI        | 160 kt              |
| 7위  | 1821           | JEBI                | 155 kt              |
| 8위  | 1826           | WUTU                | 150 kt              |
| 9위  | 1902           | WUTIP               | 145 kt              |
| 10위 | 1626           | NOCK-TEN            | 140 kt              |

| 순위 | 태풍번호 | 태풍이름 | 최대크기 (강풍역 직경) |
| ---- | -------- | -------- | ---------------------- |
| 1위  | 9713     | WINNIE   | 2350 km                |
| 2위  | 9012     | YANCY    | 2200 km                |
| 2위  | 8713     | FREDA    | 2200 km                |
| 2위  | 9725     | KEITH    | 2200 km                |
| 2위  | 1721     | LAN      | 2200 km                |
| 6위  | 9513     | OSCAR    | 2150 km                |
| 7위  | 9023     | KYLE     | 2050 km                |
| 7위  | 8610     | SARAH    | 2050 km                |
| 7위  | 9609     | HERB     | 2050 km                |
| 10위 | 0104     | UTOR     | 1950 km                |
| 10위 | 8124     | GAY      | 1950 km                |
| 12위 | 0111     | PABUK    | 1900 km                |

| 순위 | 태풍번호                                     | 태풍이름                                         | 최대크기 (폭풍역 직경) |
| ---- | -------------------------------------------- | ------------------------------------------------ | ---------------------- |
| 1위  | 8928 8422                                    | FORREST VANESSA                                  | 930 km                 |
| 3위  | 9713 8720 8305 8124                          | WINNIE LYNN ABBY GAY                             | 830 km                 |
| 7위  | 8018                                         | VERNON                                           | 790 km                 |
| 8위  | 9810 9119                                    | ZEB MIREILLE                                     | 780 km                 |
| 10위 | 9624 8925 8520 8505 8410 8223 8210 8209 7920 | DALE COLLEEN BRENDA HOLLY HAL OWEN BESS ANDY TIP | 740 km                 |

| 순위 | 태풍번호 | 태풍이름 | 존재기간    |
| ---- | -------- | -------- | ----------- |
| 1위  | 8614     | WAYNE    | 19일 6시간  |
| 2위  | 7207     | RITA     | 19일        |
| 2위  | 1705     | NORU     | 19일        |
| 4위  | 6722     | OPAL     | 18일 6시간  |
| 5위  | 2302     | MAWAR    | 16일        |
| 6위  | 9120     | NAT      | 15일 18시간 |
| 7위  | 7209     | TESS     | 15일 12시간 |
| 8위  | 7414     | MARY     | 15일 6시간  |
| 9위  | 0917     | PARMA    | 14일 18시간 |
| 10위 | 9728     | PAKA     | 14일 12시간 |
| 10위 | 9431     | VERNE    | 14일 12시간 |

| 순위 | 태풍번호                 | 태풍이름                         | 최저기압 |
| ---- | ------------------------ | -------------------------------- | -------- |
| 1위  | 2102                     | 수리개                           | 895hPa   |
| 2위  | 1504                     | 마이삭                           | 910hPa   |
| 3위  | 1803                     | 즐라왓                           | 915hPa   |
| 4위  | 6301 8902                | 올리브 앤디                      | 920hPa   |
| 5위  | 5903 6202 6704 7603 0302 | 틸다 조지아 바이올렛 마리 구지라 | 930hPa   |
| 6위  | 5603 6202 6801 0503      | 셀마 조지아 진 선까              | 935hPa   |
| 7위  | 6903 9701 0401           | 수잔 아이사 수달                 | 940hPa   |
| 8위  | 2201                     | 말라카스                         | 945hPa   |
| 9위  | 7802                     | 올리브                           | 955hPa   |
| 10위 | 7103 7903 8203           | 베라 세실 오데사                 | 965hPa   |

### 대한민국에 내습한 태풍에 대한 통계
태풍을 비롯한 열대성 저기압은 세계적으로 해마다 80~100개가 발생하는데, 한반도 부근에는 연평균 3개의 태풍이 지나간다. 태풍은 주로 7~9월에 접근하는데, 한반도에서는 장마와 겹치므로 피해가 더욱 커진다.
1959년 9월 중순 통영에 상륙한 뒤 영일만 쪽으로 빠져나간 태풍 사라는 영남과 호남, 영동 지방에 심한 풍수해를 일으켰다. 이때 공식적으로 집계된 사망자 수만 750명이었으며, 여수와 부산에서 관측된 최대 풍속은 각각 35.5m/s, 34.7m/s였다. 가장 큰 재산 피해를 낸 태풍은 1987년 7월 중순에 습격한 태풍 셀마로 서울과 인천을 제외한 전국에 걸쳐 177명의 사망자와 21억 9,517만 원의 재산 피해를 냈다. 태풍 셀마의 최대 풍속은 속초가 31.1m/s, 통영이 26.7m/s, 울진이 27.6m/s였다.

## 같이 보기
- 2024년 태풍
- 2023년 태풍
- 2022년 태풍
- 2021년 태풍
- 2020년 태풍
- 2019년 태풍
- 2018년 태풍
- 열대 저기압
- 허리케인
- 사이클론
- 윌리윌리
- 토네이도
- 온대저기압
- 열대 저기압
- 사피어-심프슨 허리케인 등급
- 태풍의 눈
- 열대 저기압의 이름
- 회오리바람